# Estetyka
Estetyka (gr. aisthetikos – dosł. dotyczący poznania zmysłowego, ale też wrażliwy) – dziedzina filozofii zajmująca się pięknem i innymi wartościami estetycznymi.
Sama definicja estetyki podlega różnym ujęciom, mówiących o estetyce jako: 
- nauce ekspresji (wyrażania)
- związku estetyki z ontologią (związek pojęcia piękna z pojęciem bytu)
- pluralizmie estetyki (uwzględnienie różnych zjawisk)
- metafizyki (jako wyrażanie idei w materii)[2]

## Sytuacja estetyczna
W polskiej literaturze filozoficznej przedmiot estetyki precyzyjnie został określony przez Marię Gołaszewską w jej książce pt. Zarys estetyki, gdzie opisano estetykę jako naukę zajmującą się tzw. sytuacją estetyczną. W ramy sytuacji estetycznej wchodzą artysta (twórca), proces twórczy, dzieło sztuki, odbiorca, proces percepcji sztuki oraz wartości estetyczne. 
Inspiracją Marii Gołaszewskiej do podjęcia badań nad estetyką była koncepcja Jean-Paula Sartre o „sytuacji człowieka w świecie”, związana z przekonaniem że człowiek nie jest „bytem samym w sobie”. Artysta, który kształtuje się przez zdarzenia i sytuacje w świecie, jest uwikłany we wzajemne współzależności między elementami sytuacji estetycznej. Zadaniem estetyki filozoficznej jest opisać relacje pomiędzy poszczególnymi tymi elementami, opisującymi stosunek człowieka ze światem realnym.
Roman Ingarden natomiast sytuację estetyczną opisywał jako "spotkanie" twórcy z wytwarzanym przez niego przedmiotem oraz "spotkanie" odbiorcy z dziełem sztuki. Owo "spotkanie" nie było zdarzeniem, a procesem, który może przebiegać w różnych fazach i jest mniej statyczne niż sytuacja estetyczna Gołaszewskiej.

## Estetykaimpliciteiexplicite
Estetyka jako systematycznie prowadzony namysł nad pięknem i sztuką jest najmłodszą dziedziną filozofii. Explicite pojawiła się w XVIII wieku za sprawą Aleksandra Gottlieba Baumgartena, który wyznaczył jej zadanie opisywania procesów poznawczych, czyli de facto traktował jako gałąź epistemologii. Takie rozumienie estetyki obecne jest jeszcze w Krytyce czystego rozumu Immanuela Kanta (estetyka transcendentalna), jednak już w Krytyce władzy sądzenia Kant zrywa z epistemologicznie rozumianym pojęciem estetyki i kładzie podwaliny pod nową gałąź filozofii – estetykę jako wiedzę o pięknie i sztuce. Od czasów Kanta estetyka funkcjonuje jako „regularna” dziedzina filozoficzna, uprawiana przez myślicieli tej miary co Schelling, Hegel czy Adorno. Jest to tzw. estetyka explicite.
Pod pojęciem estetyki implicite rozumie się bądź wszelkie poglądy na temat piękna i sztuki, które pojawiały się u filozofów, artystów i twórców doktryn artystycznych przy okazji omawiania innych zagadnień, bądź koncepcje powstające poza paradygmatem estetyki jako gałęzi filozofii świadomej swoich metod i celów poznawczych. Stąd też np. Władysław Tatarkiewicz mógł pisać historię estetyki od starożytności, przez średniowiecze, aż po XVIII wiek, chociaż samo pojęcie estetyki jako dziedziny wiedzy w owych epokach nie istniało.
Rozróżnienie między estetyką explicite i implicite nie jest jasno określone. Pojawiało się wiele koncepcji – w starożytności koncepcja pitagorejczyków czy platońska koncepcja wartości poznawczej sztuki – które można by dziś nazwać estetykami, chociaż gdy powstawały, pojęcie estetyki jeszcze nie istniało.

## Estetyka w XX wieku
W ramach estetyki nie pojawił się żaden nowy prąd filozoficzny, jak np. filozofia dialogu czy personalizm w etyce. Ma za to miejsce sytuacja odwrotna, wszelkie możliwe nurty filozoficzne odciskają swoje piętno na estetyce. Na przestrzeni XX wieku pojawiały się: estetyka pragmatyczna (John Dewey), marksistowska (György Lukács), fenomenologiczna (Roman Ingarden), feministyczna (Carolyn Korsmeyer), ekologiczna (Gernot Boehme) czy neuroestetyka (Semir Zeki). 
Estetyka ostatnich lat stanowi obszar badań interdyscyplinarnych. Na szczególną uwagę zasługują koncepcje estetyki neopragmatycznej Richarda Shustermana i anestetyki Wolfganga Welscha. Ten ostatni ogłosił estetykę „współczesną filozofią pierwszą” – zdaniem Welscha, Zachód podlega procesowi estetyzacji kultury w stopniu budzącym obawę, odruchem na estetyzację jest anestetyzacja (stępienie zmysłów), zadaniem estetyki jest badanie procesów estetyzacji i anestetyzacji. Również za przyczyną Welscha rozwija się tzw. estetyka transkulturowa, której w Polsce głównym przedstawicielem i popularyzatorem jest Krystyna Wilkoszewska.